# KAI KT-1
Die KAI KT-1 Ungbi (koreanisch KT-1 웅비 Ungbi) ist ein einmotoriges Turbopropflugzeug für die Anfängerschulung. Es wurde gemeinsam von Daewoo und der Agentur für Verteidigung und Entwicklung (ADD) entwickelt. Die Serienfertigung wurde von der am 1. Oktober 1999 gegründeten Korea Aerospace Industries, einem Zusammenschluss von Daewoo, Samsung, Hyundai und Korean Air, übernommen. Die KT-1 ist das erste vollständig in Korea entwickelte Flugzeug.

## Geschichte
Die Entwicklung wurde unter dem KTX-Programm für die Luftwaffe Südkoreas im Jahr 1988 begonnen. Neun Prototypen wurden ab Juni 1991 für statische und dynamische Tests gebaut.
Der Erstflug der KT-1 erfolgte im November 1991. Im Jahr 1995 erhielt das Projekt offiziell den Namen Ungbi. Im Laufe des Jahres 1998 erfolgten die abschließenden Testflüge. 1999 wurde der Vertrag über die Lieferung von 85 Flugzeugen an die Luftwaffe von Südkorea unterzeichnet. Die erste KT-1 Ungbi wurde im Jahr 2000 übergeben und die Auslieferung mit der 85. Maschine im Jahr 2002 abgeschlossen.
KT-1 kann entweder mit einem analogen oder einem sogenannten Glas-Cockpit ausgestattet werden. Beide Konfigurationen werden von der Luftwaffe Südkoreas eingesetzt. Die konstruktive Auslegung der KT-1 ist der der Pilatus PC-9 sehr ähnlich.

## Operative Geschichte
KAI exportierte 2003 sieben Einheiten und fünf weitere 2005 nach Indonesien. In einer Pressemitteilung vom 8. März 2006 erklärte KAI, dass es mehr als 150 verbesserte Exemplare der KT-1 in verschiedene Länder in Zentralamerika und Südostasien exportieren möchte. Die verbesserte Export-Version des KT-1 wird als KT-1C bezeichnet.
Im Juni 2007 schlossen Südkorea und die Türkei einen Vertrag über die Lieferung von 40 (+15 Optionen) KT-1.
In der indischen Luftwaffe gab es 2010 Pläne 60 KAI KT-1 als Schulungsflugzeug zu übernehmen. Das Vorhaben wurde 2012 vom indischen Verteidigungsministerium abgelehnt und stattdessen Pilatus PC-7 Mk II beschafft.

## Varianten
- KTX-1[1]

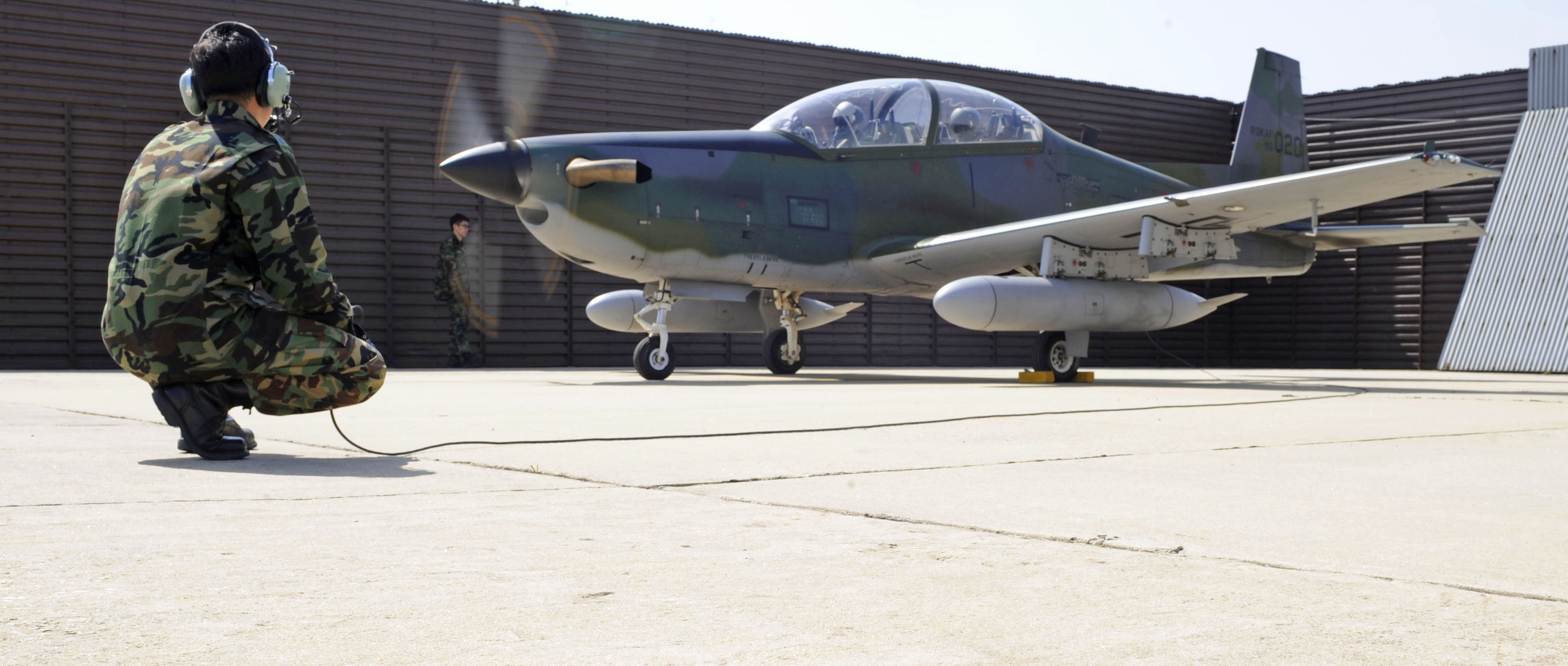
Eine KA-1 am Luftwaffenstützpunkt Osan, 2010

  - KTX-1-01 bis KTX-1-05: Fünf flugfähige Prototypen
  - KTX-1-001 bis KTX-1-004: Vier Bruchzellen für statische und dynamische Untersuchungen
- KA-1: Bewaffneter Fortgeschrittenentrainer mit leichten Angriffs- und Forward-Air-Control-Fähigkeiten. Zahlreiche neue Features; erstmals in der KA-1 sind Head-up-Display und Up-Front-Bedienfeld, MFD-Paneele, fünf Außenlaststation (zwei unter jeder Tragfläche und eine unter dem Rumpf). Diese können mit Raketenbehältern, MGs oder AIM-9-Sidewinder-Raketen ausgerüstet werden
- KT-1B: Exportversion für Indonesien
- KT-1C: Exportversion mit verbesserter Bewaffnung und Forward-Looking-Infrared-Pods ausgestattet. Die KT-1C kann auch mit 12,7-mm-MGs, Raketen oder Bomben ausgerüstet werden
- KT-1T: Exportversion für die Türkei
  - TAI Hürkuş: türkische Weiterentwicklung[5]

## Technische Daten
| Kenngröße             | Daten                                        |
| --------------------- | -------------------------------------------- |
| Besatzung             | 2                                            |
| Länge                 | 10,26 m                                      |
| Spannweite            | 10,59 m                                      |
| Höhe                  | 3,68 m                                       |
| Flügelfläche          | 16,01 m²                                     |
| Flügelstreckung       | 7,0                                          |
| Leermasse             | 1910 kg                                      |
| max. Startmasse       | 2540 kg                                      |
| Höchstgeschwindigkeit | 574 km/h                                     |
| Dienstgipfelhöhe      | 8170 m                                       |
| Steigleistung         | 11,6 m/s                                     |
| Reichweite            | 1333 km                                      |
| Triebwerk             | 1 × Turboprop Pratt & Whitney Canada PT6A-62 |
| Leistung              | 708 kW (950 WPS)                             |

## Zwischenfälle
Am 26. Dezember 2022 stürzte eine südkoreanische KA-1 bei dem Versuch, eine nordkoreanische Drohne abzufangen, ab. Beide Piloten konnten sich retten.

## Nutzer (unvollständig)
Stand: Dezember 2022
 Indonesien
- Indonesische Luftstreitkräfte 12[8]

 Südkorea
- Südkoreanische Luftwaffe: 85 KT-1 und 20 KA-1 im Einsatz oder bestellt[3]

 Peru
- Peruanische Luftwaffe: 20 – die Flugzeuge werden von der peruanischen Firma Seman in Lizenz gebaut[9][10]

 Senegal
- Senegalesische Luftwaffe: 4 bestellt[11]

 Türkei
- Hava Kuvvetleri 40 KT-1T[12][3][13]

## Potenzieller Nutzer
Stand: Dezember 2019
 Spanien

## Fußnote
1. ↑  
Die koreanische Bezeichnung des Flugzeug KAI KT-1 als Ungbi (koreanisch 웅비 Ungbi) wird je nach Quellenursprung statt der amtlichen revidierten Romanisierung gelegentlich auch nach nicht-amtlicher Ad-hoc-Umschrift als Woongbi oder Woongbee transkribiert.